# 590
590 (DXC) fue un año común comenzado en domingo del calendario juliano, en vigor en aquella fecha.

## Acontecimientos
- 9 de marzo: en Persia (actual Irán), Bahram VI es coronado como rey de Imperio sasánida.
- 3 de septiembre: Gregorio I (monje benedictino) sucede como papa a Pelagio II (que había fallecido el 9 de febrero). De este papa toma el nombre el canto gregoriano, que reúne la música litúrgica codificada por la Iglesia católica romana.[1]
- En la villa de Luxeuil (Francia), Columbano funda la abadía de San Pedro y San Pablo.

## Arte y literatura
- Epistolario entre Gregorio Magno y Leandro de Sevilla.[2]
- Juan de Biclaro escribe su Crónica.

## Fallecimientos
- 9 de febrero: Pelagio II, papa.